# یوجی ساساکی
یوجی ساساکی (ژاپنی: 佐々木 陽次؛ زادهٔ ۲ ژوئیهٔ ۱۹۹۲) یک بازیکن فوتبال اهل ژاپن است.
از باشگاه‌هایی که در آن بازی کرده‌است می‌توان به باشگاه فوتبال توکوشیما ورتیس اشاره کرد.